# Moirones
Moirones es una localidad uruguaya del departamento de Rivera.

## Ubicación
La localidad se encuentra situada en la zona oeste del departamento de Rivera, sobre la margen oeste del arroyo Yaguarí, y 0,5 km al sur de la ruta 27 a la altura de su km 96. 

## Población
Según el censo de 2011, la localidad contaba con una población de 211 habitantes.
| --            | 158 | 211 |
| (Fuente: INE) |     |     |